# Friedrich von Flotow

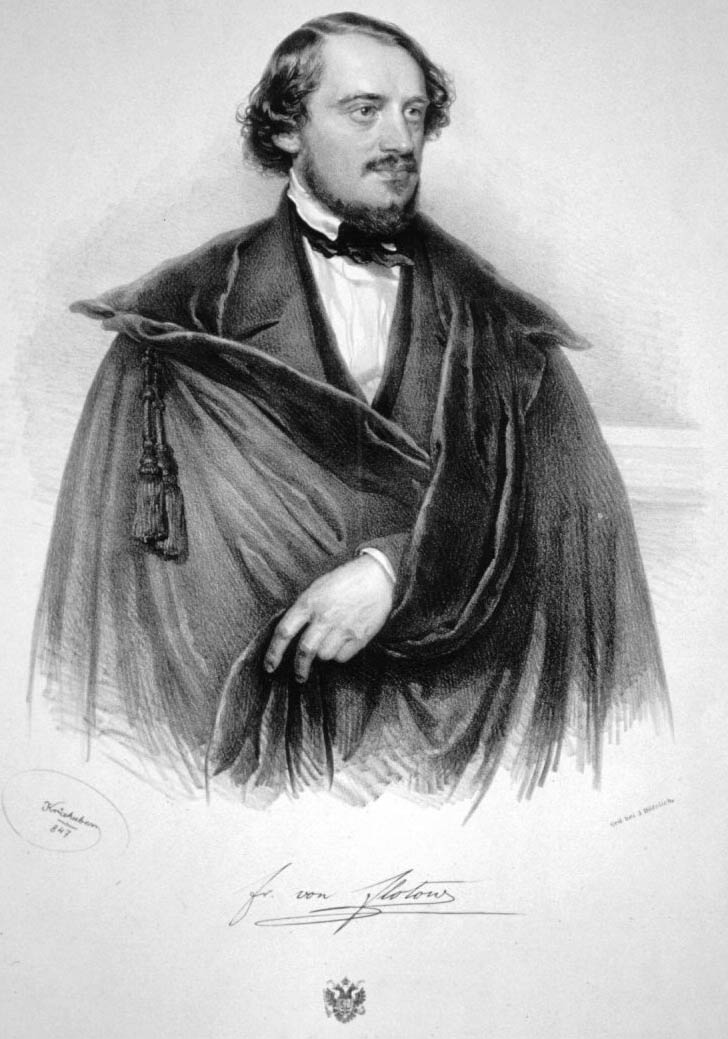
Friedrich von Flotow
(1812-1883)

Friedrich Adolf Ferdinand von Flotow (n. 26 aprilie 1812, Teutendorf / Germania, d. 24 ianuarie 1883, Darmstadt / Germania) a fost un compozitor german de operă.
Cea mai cunoscută operă a sa este Martha (sau Der Markt zu Richmond), un titlu care acum este rar expus, dar care a trăit celebritatea între sfârșitul secolului al XIX-lea și începutul secolului al XX-lea. A doua sa lucrare cea mai importantă a fost Alessandro Stradella, din 1844.

## Lucrări (selecție)
Flotow a creat o operă extinsă în viața sa, dar cea mai mare parte a domeniului compozițional a fost distrusă într-un incendiu din arhiva editurii Bote & Bock din Berlin în timpul celui de-al Doilea Război Mondial. Cu câteva excepții, proprietatea sa personală moștenită, s-a pierdut. În 1955 a fost fondată la Darmstadt ca punct central de colectare, arhiva privată Flotow.

### Lucrări de scenă

#### Opere
- Die Bergknappen (1833), operă în două acte, livretul Theodor Körner (neprezentată)
- Pierre et Catherine (1835), operă în două acte, creată la Ludwigslust
- Rob Roy (1836), operă-comică într-un act, livretul Paul Duport și Desforges după Walter Scott, creată la Royaumont
- Le Naufrage de la Méduse (1839), operă în două acte, livret d'Hippolyte et Théodore Cogniard, creată la Paris
- L'Esclave de Carmoëns(1843), operă-comică într-un act, livretul Jules-Henri Vernoy de Saint Georges, Opéra-Comique
- Alessandro Stradella, 1844 Hamburg
- Martha oder Der Markt von Richmond, 1847 Wien, ecranizat 1916: Martha
- Sophie Katharina oder Die Großfürstin (1850), operă romantică în patru acte, livretul Charlotte Birch-Pfeiffer, Königliche Oper de Berlin
- Rübezahl (1852), operă romantică în trei acte, livret de Gustav zu Putlitz, Frankfurt pe Main
- Albin oder Der Pflegesohn (1856), operă romantică în trei acte, livret de Hermann von Mosenthal Viena
- Herzog Johann Albrecht von Mecklenburg oder Andreas Mylius (1857), operă în trei acte, livretul Eduard Hobein, Schwerin
- La Veuve Grapin (1859), operă comică un act, livretul Auguste Pittaud de Forges, Paris
- Am Runenstein (1868), operă în două acte, livretul Richard Genée, Praga
- L’Ombre, (1870), Paris
- La Fleur d’Harlem (1876) Torino

#### Balet
- Lady Harriette ou La Servante de Greenwich (1844), balet în trei acte, în colaborare cu Friedrich Burgmüller și Édouard Deldevez, livretul Jules-Henri Vernoy de Saint-Georges, Paris
- Die Gruppe der Thetis (1858), Schwerin
- Der Tannkönig, ein Weihnachtsmärchen (1861), Schwerin

### Lucrări instrumentale

#### Lucrări orchestrale
- Concert pentru pian Nr. 1 c-Moll, 1830
- Concert pentru pian Nr. 2 a-Moll, 1831
- Uvertură jubiliară F-Dur, 1852
- Dansul torțelor Es-Dur, 1853

#### Muzică de cameră
- 6 Chants du soir für Cello und Klavier, 1839 (cu Jacques Offenbach);
- 6 Rêveries für Violoncello und Klavier, 1839 (cu Jacques Offenbach);
- Trio de salon a-Moll für Violine, Violoncello und Klavier, 1845;
- Sonate für Violine und Klavier A-Dur op. 14, 1861;
- Fantasie für Flöte und Klavier op. 16 (unter op. 16 ist bei Bothe und Bock ein anderes Werk registriert)
- Nocturne für Oboe und Klavier (mit Carl Wacker), op. 47; tre media
- Quartett für Violine, Cello, Horn und Klavier g-Moll
- Streichquartett; Accolade 2011

#### Muzica pentru pian
- Pieesă pentru patru mâini (1833)
- Trois Valses allemandes, un galop et une mazurka (1833)
- 6 Studii pentru pian la patru mâini (1874)

### Lieduri
- 4 Savoyardenlieder op. 17, 1875
- 3 lieduri și balade:

Heimweh: „In die Heimat möcht ich wieder“
Lied der Amme: „Schließ die Äuglein, holder Knabe“
Frühlingswunsch
- 3 Lieder:

Silvia: „Kehrt jemals er zurück“
Serenade: „Seit einer Stunde“
Sehnsucht nach der Nachtigall
- 4 Lieder: (Nr. 1 und 4 verschollen)

2. Christabel
3. „Alone, not yet alone“